# Зигмунт Хмелевський
Зигмунт Хмелевський (нар. 16 травня 1894, Одеса, помер 26 травня 1978, Варшава) — польський актор театру і кіно, театральний режисер і педагог.

## Біографія
Народився в родині комірника Францішека та Вікторії. У рідній Одесі закінчив гімназію та ремісничу школу, а також брав приватні уроки акторського мистецтва. Тут він також зробив свої перші кроки на сцені, спочатку в російському театрі фарсу (1912—1914), а потім у польському театрі (1914—1916).
У 1918 разом з дивізією генерала Люціана Желіговського приїхав з Росії до Польщі. 29 листопада 1919 року дебютував у варшавському театрі «Редута» роллю офіцера у виставі Стефана Жеромського «Білішим від снігу я стану».
Виступав переважно на столичних сценах: театрі «Редута» (1919—1929), театрі «Атенеум» (1930—1933 і 1937—1939), Новому театрі (1947—1949), Національному театрі (1949—1953) і Польському театрі. (1953—1968). Його також можна було побачити в театрах Кракова, Вільнюса та Лодзі. З 1929 року працював і режисером театру.
Дебютував у кіно у 1921 році, більшість ролей у кіно зіграв у міжвоєнний період. У 1955—1958 роках викладав у Державній театральній школі у Варшаві. Входив до Управи ЗАСП (1933—1934 та 1947). 1 вересня 1968 року вийшов на пенсію.
Виступав також у Телевізійному театрі у виставах: Хірургія Антона Чехова, режисер Естер Воднаров (1954), заступник, «Містер Луно» Гі де Мопассана, режисер Марек Тадеуш Новаковський (1957), «Повстання ангелів» Анатоля Франса, режисер Ян Кульма (1960) та в «Анна Кареніна» Льва Толстого, режисер Адам Ганушкевич (1961) та у виставі «Страніцький і національний герой» Фрідріха Дюрренматта, режисер Зигмунт Гюбнер як редактор Грім (1962).
З 30 грудня 1920 року його дружиною була актриса Станіслава Пержановська, відома з ролі Гелени Матисякової в радіоромані Matysiakowie.
Помер 26 травня 1978 року у Варшаві, похований 30 травня 1978 року на Бруднівському цвинтарі (діл. 37B-III-23).

## Фільмографія

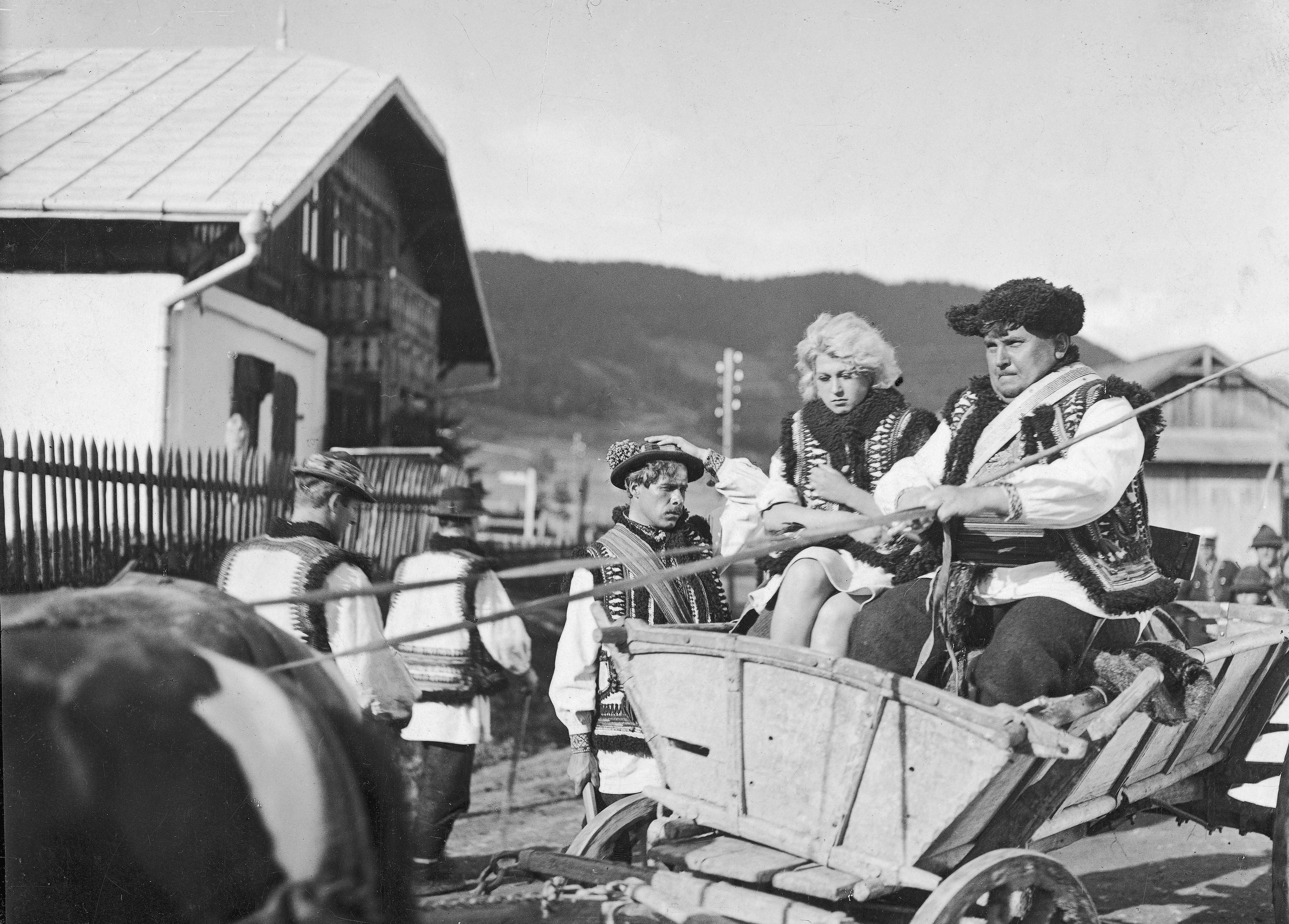
Кадр з фільму «Бродяка» (1933). Справа: Зигмунт Хмілевський (мер), Іна Беніта (Марійка), Фелікс Жуковський (Дметро).

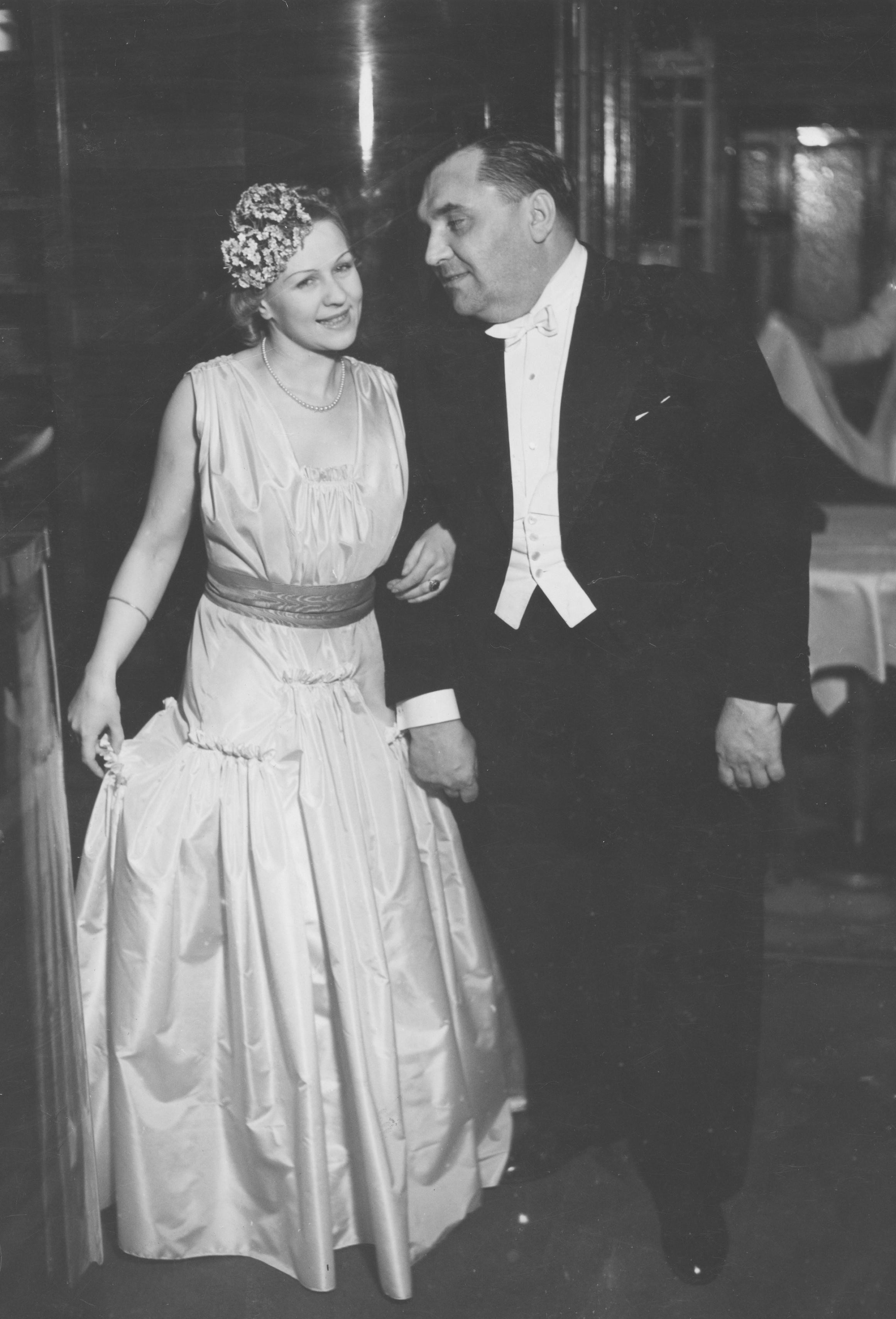
Зигмунт Хмелевський з актрисою Аліною Желісською на польському кінобалі у Варшаві (27 січня 1939 р.).

- Cud nad Wisłą (1921)
- Cyganka Aza (1926) — Апраш, ватажок циган
- Szlakiem hańby (1929) — матрос в шинку
- Janko Muzykant (1930) — власник шинку «Krzaczki».
- Księżna Łowicka (1932)
- Jego ekscelencja subiekt (1933) — Зигмунт Крахт, кандидат у чоловіки Ані
- Pod Twoją obronę (1933) — голова зовнішньої розвідки
- Przybłęda (1933) — міський голова
- Ромео i Юльця (1933) — Валерій Липко, клієнт офісу «Ромео і Юльця».
- Шпигун у масці (1933)
- Córka generała Pankratowa (1934) — командор Цитаделі
- Czy Lucyna to dziewczyna? (1934) — президент Павел Бортновський, батько Люцини
- Przebudzenie (1934)
- Barbara Radziwiłłówna (1936) — Миколай Радзивілл «Чорний»
- Jego wielka miłość (1936) — директор театру
- Пан Твардовський (1936) — посол від Москви
- Róża (1936)
- Tajemnica panny Brinx (1936) — Вільчинський
- Trędowata (1936) — Граф Барський
- Wierna rzeka (1936) — корчмар
- Ordynat Michorowski (1937) — Граф Барський
- Skłamałam (1937) — президент
- Doktór Murek (1939)
- Nad Niemnem (1939)
- Ja tu rządzę (1939/1941) — президент Боніфацій Журек-Журковський, батько Кіції
- Przez łzy do szczęścia (1939/1941) — імпресаріо Лени
- Oстанній етап (1947) — сановник гестапо, супроводжує міжнародну комісію
- Niedaleko Warszawy (1954) — полковник Гопкінс, бос Богуцького
- Nikodem Dyzma (1956) — президент Артур Раковецький
- Szkice węglem (1956) — голова району
- Kapelusz pana Anatola (1957) — Ян Вольський, директор страхової компанії
- Zadzwońcie do mojej żony (1958) — Рибковський, пасажир поїзда
- Cafe pod Minogą (1959) — німецький генерал
- Inspekcja pana Anatola (1959) — Ян Вольський, директор страхової компанії
- Walet pikowy (1960) — Попеску
- Кодова назва «Нектар» (1963) — головний редактор «Echa Warszawy»

## Ордени та нагороди
- Лицарський хрест Ордена Відродження Польщі (11 липня 1955)[2]
- Золотий Хрест Заслуги (23.06.1927)[3]
- Медаль 10-річчя ПНР (19.01.1955)[4]

## Вшанування пам'яті
- Його ім'я значиться на табличці пам'яті видатних митців польської культури, встановленій у 2020 році на будинку на вул. Odolańska 20 у Варшаві, де він жив із дружиною Станіславою Пержановською.[5]